# 오뇌의 무도
《오뇌의 무도》(懊腦―舞蹈)는 1921년 펴낸 김억의 번역시집이다. 특히 한국 최초의 번역시집으로, 주로 프랑스 상징파의 시를 수록하였다. 수록된 작품은 베를렌의 〈가을의 노래〉 등 21편, 구르몽의 작품 9편, 사맹의 작품 7편, 예이츠의 작품 7편 및 〈오뇌의 무도곡〉 23편으로 이루어졌다.